# زمین‌لرزه ۱۹۶۷ چین
زمین‌لرزه چین  در تاریخ ۳۰ اوت ۱۹۶۷ میلادی، برابر با ‎۸ شهریور ۱۳۴۶، ساعت ۴:۲۲:۰۴ به زمان یوتی‌سی در چین رخ داد. ژرفای این زلزله ۷٫۳ کیلومتر بود. بزرگی آن ۷ در مقیاس ریشتر اعلام شده‌است. زمین‌لرزه به وقت محلی در روز چهارشنبه، ساعت ۱۲ روی داده و منطقه زمانی آن یوتی‌سی +۸ بوده‌است .
سازمان زمین‌شناسی آمریکا نیز جای این زمین‌لرزه را در مختصات ۳۱°۳۶′شمالی ۱۰۰°۱۸′شرقی / ۳۱٫۶°شمالی ۱۰۰٫۳°شرقی و بزرگی آنرا برابر با ۶٫۸ در مقیاس ریشتر اعلام کرده‌است. ژرفای گزارش شده از سوی این سازمان ۱۰ کیلومتر می‌باشد.
شمار کشتگان زلزله حدود ۳۹ نفر بوده‌است.تعداد زخمیان ۱۱۴ نفر برآورده شده‌است.